# Кулич, Зоран
Зо́ран Ку́лич (серб. Зоран Кулић; 19 августа 1975, Земун, СФРЮ) — сербский футболист, полузащитник.

## Биография
Выступал за клуб «Младост» (Лучани). В январе 2001 года перешёл в киевское «Динамо», вместе с Гораном Говранчичем, подписав пятилетний контракт. Выступал за «Динамо-3» и «Динамо-2». Также включался в заявку на матчи основного состава «Динамо». Вскоре Кулич вернулся на родину. После играл за «Младост» (Лучани), «Смедерево», «Будучност» (Банатски-Двор). С 2006 года по 2007 год выступал за «Банат».